# BSH
BSH (BSH Hausgeräte GmbH) es un grupo empresarial alemán. Las marcas principales bajo las que comercializa sus productos son Bosch y Siemens. Otras marcas del grupo son Gaggenau, Neff, Thermador, Constructa, Viva y Junkers (marcas especiales) y Balay, Pitsos, Profilo y Coldex (marcas regionales).
La empresa tiene más de 61.000 trabajadores y una facturación de aproximadamente 13.400 millones de euros (2018).
Fundada en 1967 como una joint venture entre Robert Bosch GmbH (Stuttgart) y Siemens AG (Múnich) (Bosch/Siemens Hausgeräte GmbH), pertenece desde comienzos de 2015 exclusivamente a Robert Bosch GmbH.